# برناردو غيمارايز
برناردو جواكي دا سيوڤا گيمارايز: (بالبرتغالية: Bernardo Joaquim da Silva Guimarães؛ [15] [أغسطس] [1825] –– [10] [مارس] [1884]) كان [شاعرا] [وروائيا] [برازيليا]. هو [مؤلف] [الروايتين] الشهيرتين: "الأَمة إزاورا" A Escrava Isaura و"الندي" O Seminarista. هو كذلك أدخل "السطر السخيف" verso bestialógico لتقاليد الشعر البرازيلي.

## روابط خارجية:
- برناردو غيمارايز على موقع IMDb (الإنجليزية)
- برناردو غيمارايز على موقع الموسوعة البريطانية (الإنجليزية)
- برناردو غيمارايز على موقع قاعدة بيانات الفيلم (الإنجليزية)